# アナスタシウス1世 (ローマ教皇)
アナスタシウス1世（Anastasius I, ? - 401年12月19日）は、第39代ローマ教皇（在位：399年11月27日 - 401年12月19日）。
アレクサンドリアの神学者オリゲネスの著作がラテン語に翻訳されるとすぐにそれを非難した。
同時代に生きたアウグスティヌス、ヒエロニムス、パウリヌスらとも親交があり、ヒエロニムスは彼のことを、貧困の中でも豊かな、高潔さに満ちた人物であると評している。